# Lophoscirtus
Lophoscirtus is een geslacht van rechtvleugeligen uit de familie doornsprinkhanen (Tetrigidae). De wetenschappelijke naam van dit geslacht is voor het eerst geldig gepubliceerd in 1911 door Bruner.

## Soorten
Het geslacht Lophoscirtus  is monotypisch en omvat slechts de volgende soort:
- Lophoscirtus gracilis (Bruner, 1911)